# Вирчорог
Вирчорог (рум. Vârciorog) — село у повіті Біхор в Румунії. Адміністративний центр комуни Вирчорог.
Село розташоване на відстані 408 км на північний захід від Бухареста, 29 км на схід від Ораді, 102 км на захід від Клуж-Напоки.

## Населення
За даними перепису населення 2002 року у селі проживали 1197 осіб, усі — румуни. Рідною мовою 1195 осіб (99,8%) назвали румунську.